# Herb Sochocina
Herb Sochocina – jeden z symboli miasta i gminy Sochocin, autorstwa Roberta Szydlika, ustanowiony 28 maja 2014.

## Wygląd i symbolika
Herb przedstawia na tarczy w polu srebrnym różę pięciopłatkową czerwoną z listkami zielonymi i środkiem złotym.

## Historia

### Okres staropolski
Miasto pieczętowało się herbem, którego godło zachowało się na dwóch pieczęciach. Najstarsza znana pieczęć pochodzi z XV wieku. Pieczęć okrągła, o średnicy 33 mm, z uszkodzoną legendą otokową S CIV. W polu pieczęci pięciolistna róża. Pieczęć wyciśnięto na dokumencie z 1535 i 1536. Druga pieczęć pochodzi z XVI wieku. Pieczęć okrągła, o średnicy 27 mm, z legendą +SIGILV+CIVITAT+SACHOCYANS+. W polu pieczęci bezlistna róża. Pieczęć odciśnięto na dokumentach z 1552 i 1553 roku.

### Czasy rozbiorowe
Herbu miejskiego Sochocina nie zatwierdziły oficjalnie władze rozbiorowe rosyjskie po 1795 r. W roku 1847, w ramach akcji projektowania nowych herbów dla miast Królestwa Polskiego stworzono projekt herbu dla Sochocina, który zrywał z dotychczasową symboliką. Przedstawiać miał w polu jakby front gotyckiego kościoła. Projekt ten, jak i inne zaprojektowane w tym czasie, nie wszedł w życie. Sochocin utracił prawa miejskie w 1869 i kwestia herbu została zapomniana.